# Piotr Dowbor
Piotr Dowbor (ur. 1955) – polski matematyk, dr hab. nauk matematycznych, profesor Wydziału Matematyki i Informatyki Uniwersytetu Mikołaja Kopernika w Toruniu.

## Życiorys
W 1982 obronił pracę doktorską Reprezentacje pierścieni dziedzicznych, 10 kwietnia 2002 habilitował się na podstawie pracy zatytułowanej Nakrycia Galois algebr nieskończonego typu reprezentacyjnego. 12 stycznia 2012 uzyskał tytuł profesora nauk matematycznych.
Jest profesorem na Wydziale Matematyki i Informatyki Uniwersytetu Mikołaja Kopernika w Toruniu.

## Życie prywatne
Były Mąż dziennikarki Katarzyny Dowbor i ojciec Macieja Dowbora, popularnego prezentera telewizyjnego.